# Tetrapleura (plante)
Genre
Tetrapleura est un genre de plantes à fleurs dicotylédones de la famille des Fabaceae (Légumineuses), sous-famille des Mimosoideae, originaire d'Afrique, qui comprend deux espèces acceptées.
Ce sont des arbres qui poussent dans les forêts pluviales tropicales de plaine.

## Liste d'espèces
Selon The Plant List (15 décembre 2018) :
- Tetrapleura chevalieri (Harms) Baker f.
- Tetrapleura tetraptera (Schum. & Thonn.) Taub.